# Matthew Stevens
Matthew Stevens (* 11. září 1977) je velšský profesionální kulečníkový hráč. Stevens vyhrál dvě z nejprestižnějších událostí ve hře, Benson a Hedges Masters v roce 2000 a britský šampionát v roce 2003. Rovněž se dvakrát umístil na 2. místě v mistrovství světa v kulečníku, v letech 2000 a 2005. Mnoho odborníků ho považuje za jednoho z největších hráčů, který nikdy nevyhrál mistrovství světa.

## Kariéra

### Začátky
Stevens se stal profesionálním hráčem kulečníku v roce 1994; v jeho druhé sezóně vyhrál Benson & Hedges Championship, aby se kvalifikoval na Masters, kde porazil Terryho Griffithse 5–3, ale prohrál 5–6 s Alanem McManusem. Následující sezónu také ukázal potenciál tím, že porazil Stephena Hendryho 5–1 Grand Prix. V roce 1998 dosáhl svého prvního finálového hodnocení na britském šampionátu a prohrál 6–10 s Johnem Higginsem.

### 2000-2005
V sezóně 1999/2000 se Stevens dostal do všech tří finále událostí Triple Crown. Ve finále britského šampionátu 1999 prohrál s Markem Williamsem 8-10. Vyhrál titul Masters 2000 a ve finále zvítězil nad Kenem Dohertym 10–8. Na mistrovství světa v roce 2000 dosáhl prvního ze svých dvou finále světového šampionátu.

### 2012-2013
Stevens odstoupil z úvodního turnaje sezóny Wuxi Classic kvůli problémům se zády a nedokázal se prosadit.

### Současnost
Na britském šampionátu porazil Jamese Cahilla 6–1, Michaela Whitea 6–4 a Joe Perryho 6–2, ale jeho naděje skončily ztrátou 2–6 s Ronniem O'Sullivanem.

## Osobní život
Stevens se narodil ve Carmarthenu ve Walesu. Navštěvoval velšsky mluvící školu, Bro Myrddin Welsh Comprehensive School, a hovoří plynně velšsky.
Jeho otec Morrell, který byl také jeho manažerem, v roce 2001 neočekávaně zemřel, po této události měl Stevens několik nešťastných sezón. Stevens je také pokerovým hráčem Texas hold'em a v roce 2004 vyhrál nejlépe dotovaný pokerový turnaj ve Velké Británii ve věku pouhých 27 let. Stevens předtím hrál poker pouze 18 měsíců.
V roce 2015 Stevens vyhlásil bankrot a v přibližně stejnou dobu se i rozvedl. On a jeho bývalá manželka Claire Hollowayová mají dva syny jménem Freddie a Ollie, kteří se narodili v letech 2004 a 2008.